# Гвинейский филин
Гвине́йский фи́лин (лат. Ketupa poensis) — вид птиц рода рыбные филины], обитающий в Западной и Центральной Африке.

## Описание
Гвинейский филин — относительно небольшая для своего рода птица, достигающая 39—44 см и массы 575—815 г. Самки крупнее и тяжелее самцов. В окраске преобладают бледно-рыжие и кремовые тона. Верхняя часть тела заметно темнее и усеяна чёрными полосками. Лицевой диск обрамлен широким чёрным ободком. Имеет перьевые ушки, тёмно-коричневые глаза и характерный голубовато-серый клюв.

## Поведение
Гвинейский филин ведёт ночной образ жизни, скрытый листьями, на высоте около 40 метров над землёй. Птица становится активной, когда наступают сумерки. Поют чаще всего ранним вечером, сразу после наступления сумерек, а также незадолго до рассвета.
Биология размножения филина малоизвестна. В разных странах насиживание яиц варьируется с февраля (Либерия) по декабрь (Уганда и Демократическая Республика Конго). Молодые особи, по-видимому, долгое время находятся в зависимости от взрослых особей и сохраняют молодое оперение около года.

## Распространение и образ жизни
Ареал гвинейского филина включает в себя страны, прилегающие к Гвинейскому заливу, и простирается от Гвинеи на западе до Анголы на юге и Демократической Республики Конго на востоке. В основном предпочитает вечнозеленые тропические леса, вторичные леса и плантации кардамона. Высотный ареал достигает 1600 м. Охотится в сумерках и ночью на мелких млекопитающих, в основном на грызунов, галаго и летучих мышей. Поедает также рептилий, насекомых и членистоногих. Период размножения сильно различается в зависимости от региона. Гнездятся в дуплах деревьев, иногда прямо на земле. В целом, о биологии размножения этих птиц известно немного.